# George Arias
George Arias (São Paulo, 21 de abril de 1974) é um pugilista brasileiro. Arias é o atual campeão nacional e sul-americano dos pesos-pesados.
O histórico de Arias é de 43 vitórias e 11 derrotas, em 54 lutas.

## Biografia

### Trajetória como boxeador
Arias iniciou sua carreira no boxe aos 17 anos treinado pelo seu pai Santo Arias, que também foi um boxeador na década de 60. Em 1992, estreou no CMTC clube pela 1ª vez no campeonato Forja de Campeões. Como amador fez 18 lutas, conseguiu ser campeão do torneio Kid Jofre em 1995 e o 3° colocado no campeonato brasileiro – onde foi convocado para fazer parte da seleção brasileira, na categoria meio-pesado (até 81 quilos).
Arias estreou no boxe profissional em outubro de 1996. Até agora soma 56 lutas com 45 vitórias, sendo 32 por nocaute. Conquistou os títulos de campeão paulista, brasileiro, sul-americano e latino-americano na categoria cruzador. Também conquistou os títulos de campeão brasileiro em 4 confederações, campeão sul-americano, latino-americano e intercontinental mundo-hispano na categoria pesado. Disputou um título mundial na Inglaterra em 2001 no peso cruzador, o qual perdeu por pontos.

#### Conquistas
Em 1998, foi considerado o melhor boxeador da América Latina pela WBO (Organização Mundial de Boxe), o melhor atleta do Brasil pela Federação Paulista de Boxe em 2000 e 2001.
Ocupou a posição de nº 2 na Organização Mundial de Boxe e a posição de nº 10 no conselho Mundial de boxe.
Arias é o atual campeão nacional de boxe na categoria pesado, onde soma um record de 23 lutas por título nacional. O seu nome está no livro dos records brasileiros, com o maior número de lutas por um título. Hoje, o seu objetivo é se tornar campeão mundial na categoria pesado e o 5º brasileiro a ser campeão mundial.

## Atividades paralelas

### Em outros esportes
Visando melhorar sua forma física, em 1994 Arias começou a treinar também kick boxing e a participar de campeonatos. Disputou 16 lutas, obtendo os títulos de tricampeão do torneio Super Copa, Tetra-Campeão Paulista e tricampeão nacional.

### Como professor/treinador
Paralelo aos esportes, Arias ministra aulas de boxe educativo em academias e também trabalha como personal trainer.